# Góry Bialskie

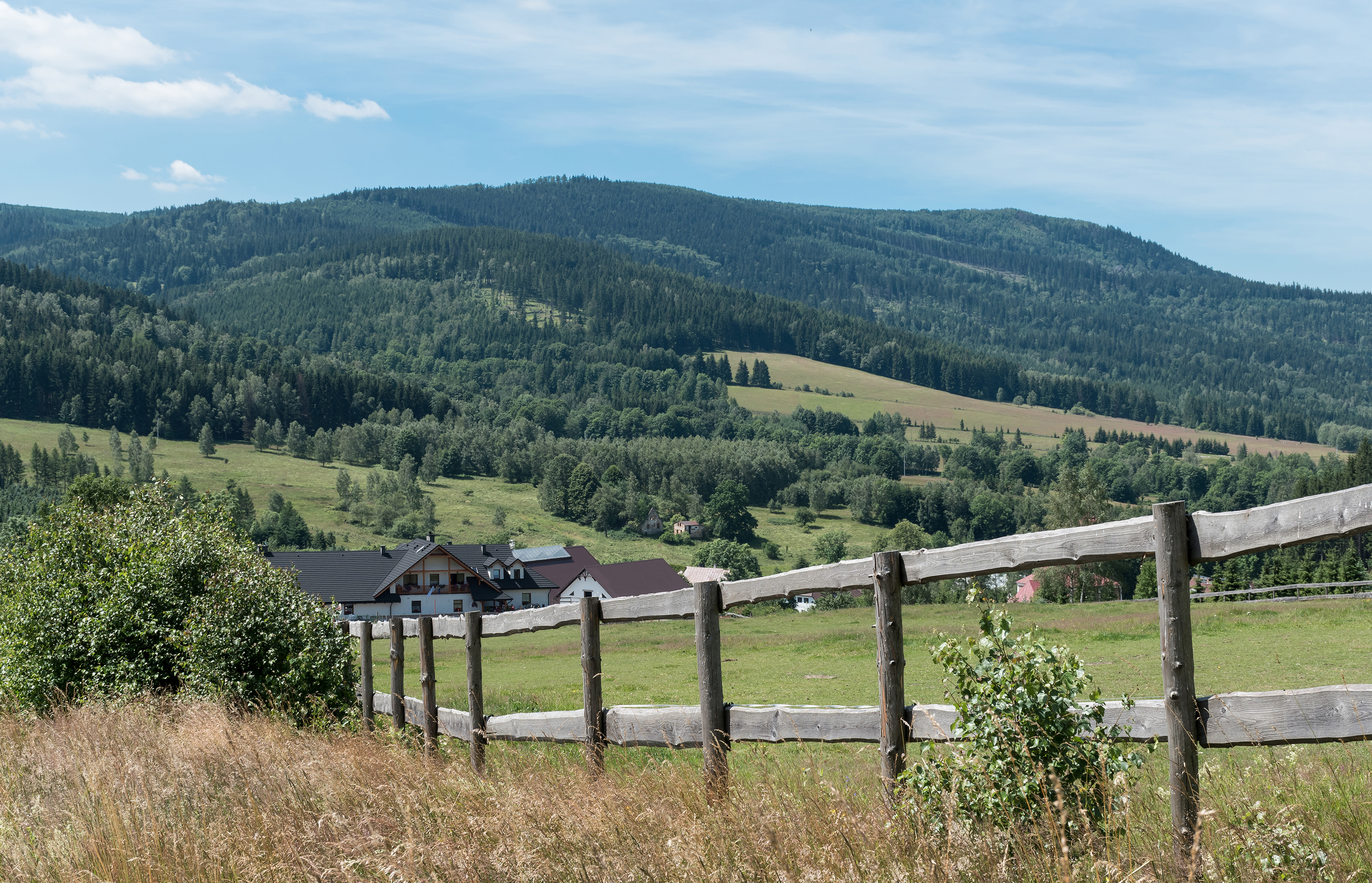
Gołogrzbiet i Łysiec w Górach Bialskich

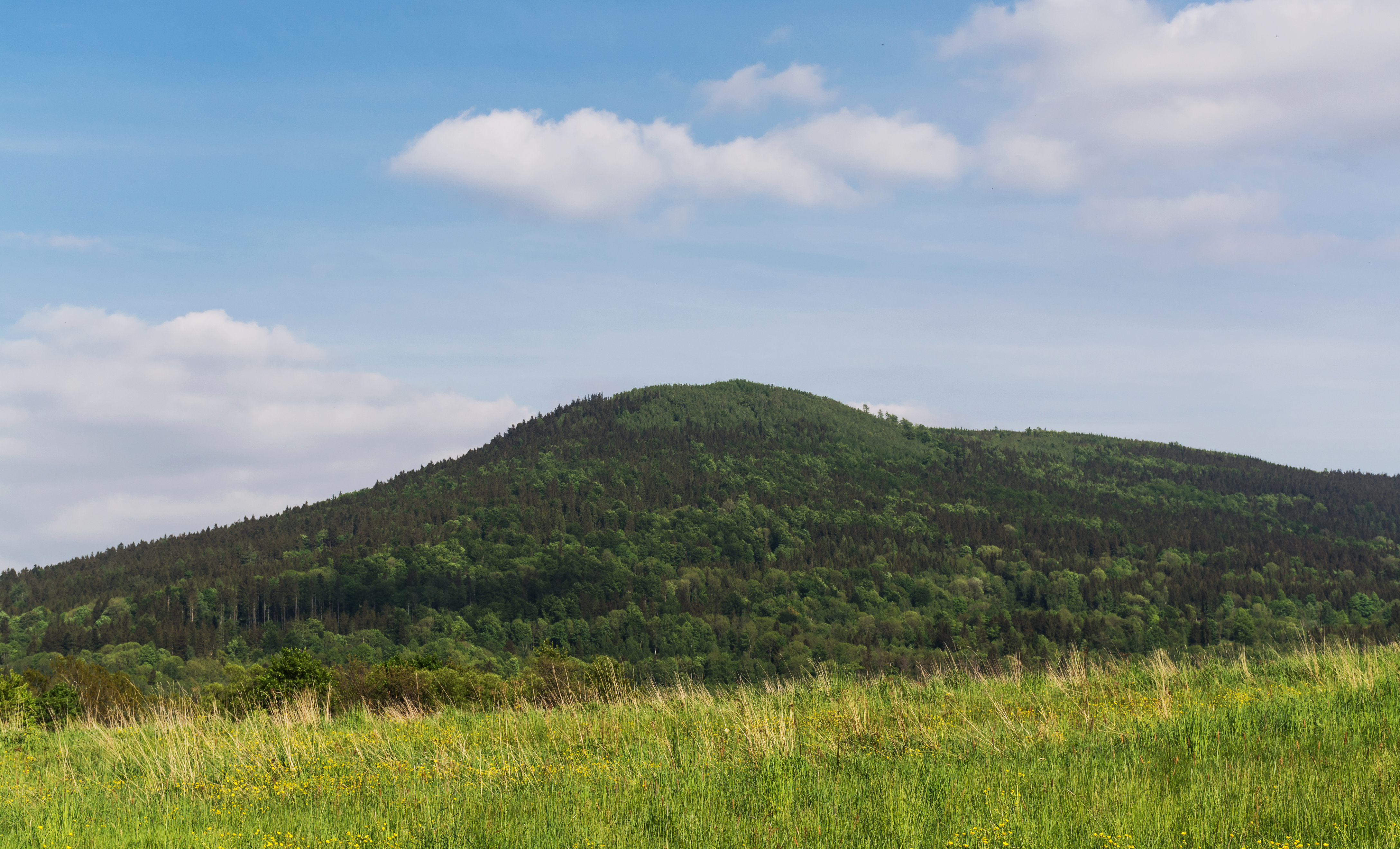
Łysiec w Górach Bialskich

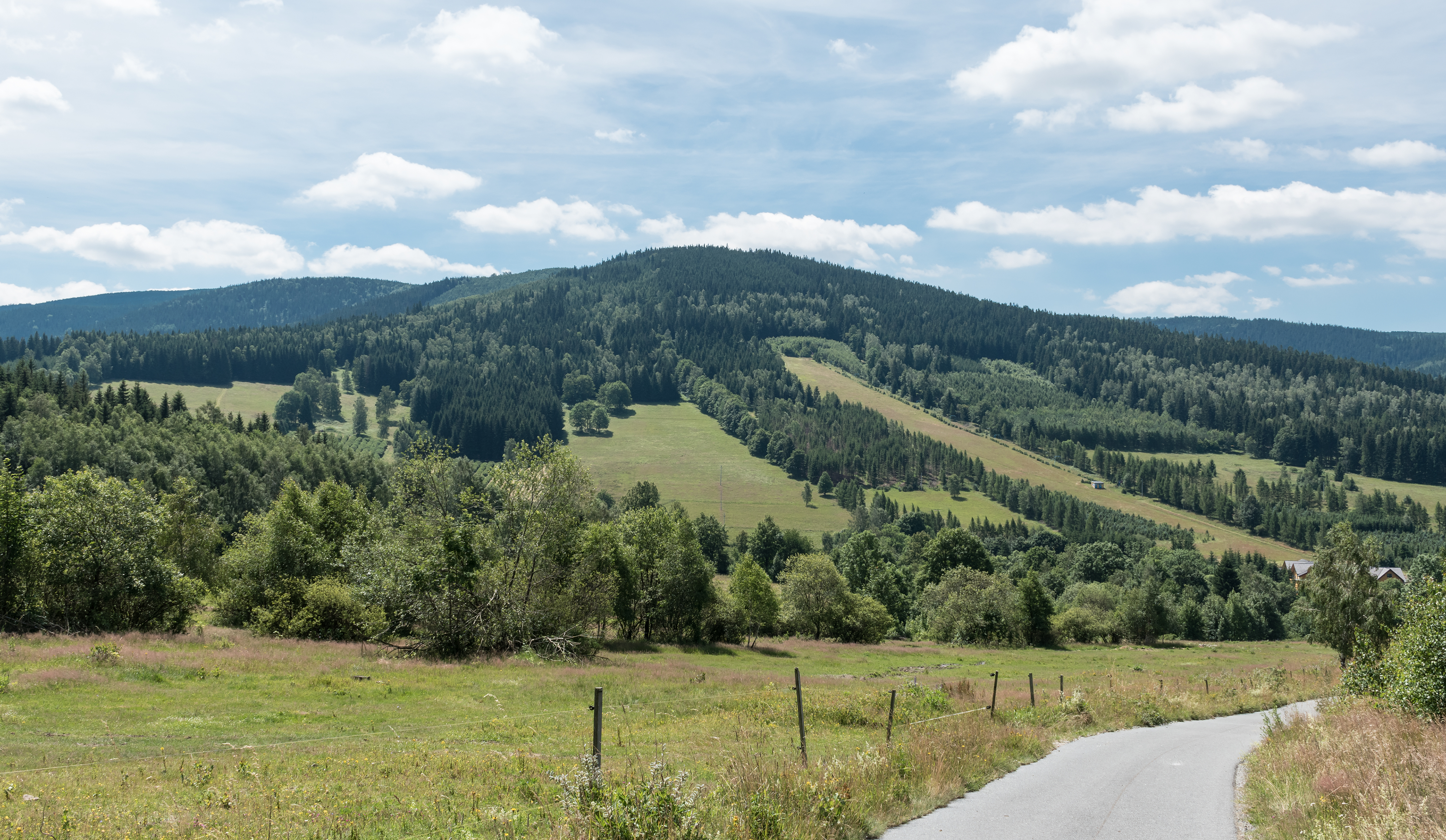
Gierałtowska Kopa w Górach Bialskich

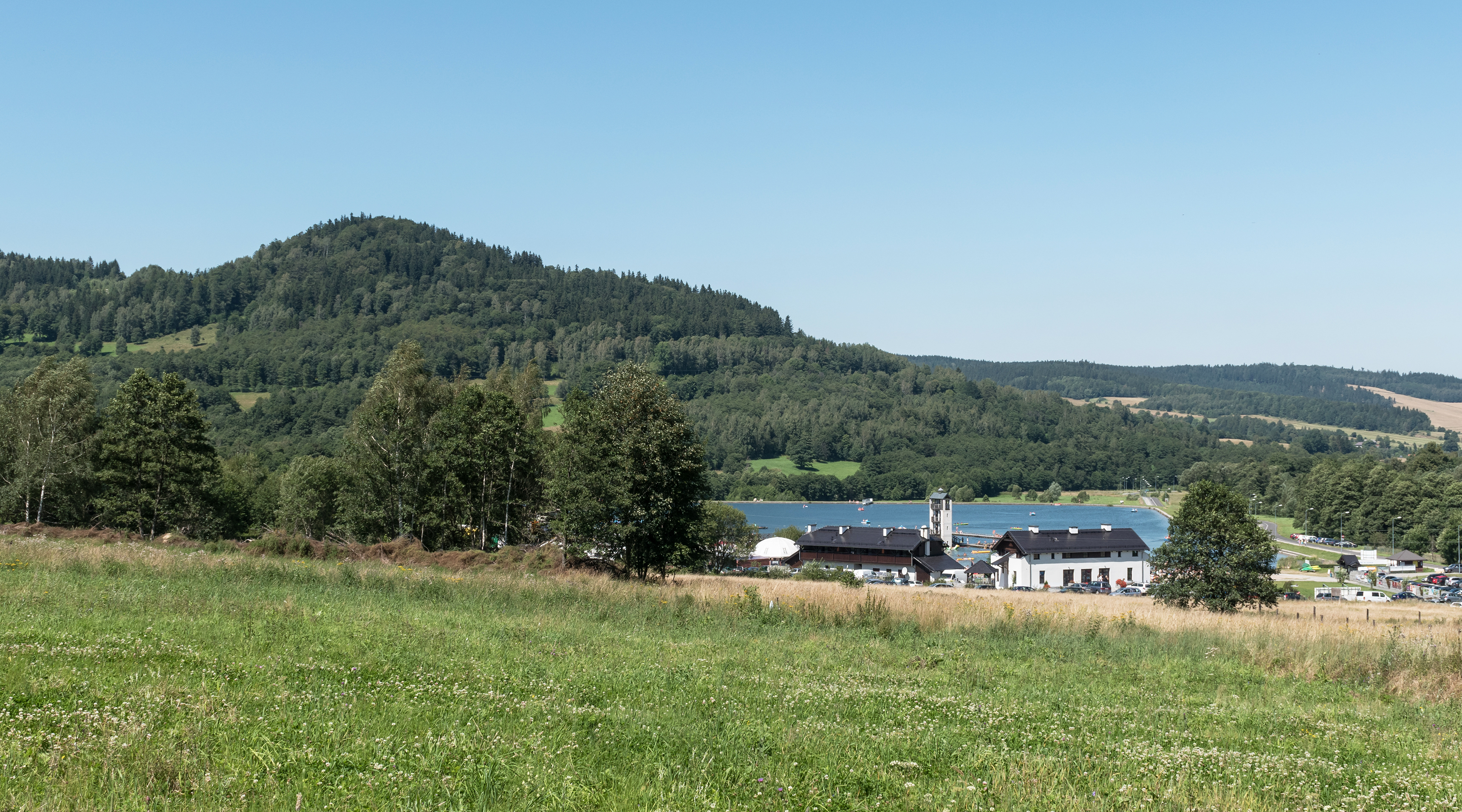
Krzyżnik i Zalew w Starej Morawie

Góry Bialskie (niem. Bielengebirge, cz. Bělské vrchy) – pasmo górskie w Sudetach Wschodnich. Według Regionalizacji fizycznogeograficznej Polski Jerzego Kondrackiego są częścią Gór Złotych. (332.61). Podobnie uważają czescy geografowie, dla których „Rychlebské hory” rozciągają się od Przełęczy Płoszczyna do Przełęczy Ramzovskiej (czes. Ramzovské sedlo). Także według Geoserwisu GDOŚ są one częścią mezoregionu Góry Złote. 
Góry Bialskie często włączane są do Masywu Śnieżnika, jako jego północno-wschodnia część. Za ich początek, od strony zachodniej, uznaje się Przełęcz Płoszczynę (817 m n.p.m.), przez którą przebiega granica Polska–Czechy. Patrząc od strony doliny, góry te wznoszą się od południowego wschodu nad Stroniem Śląskim i ciągną aż nad wieś Bielice.

## Ukształtowanie terenu
Góry Bialskie są pod względem ukształtowania najbardziej nietypowym pasmem sudeckim. Składa się na nie grupa gór rozchodzących się w kilku kierunkach lecz bez szczytu pełniącego rolę zwornika. Dzielą się na dwie części: północną i południową, oddzielone od siebie Przełęczą Suchą (1006 m n.p.m.) oraz dolinami Bielawki i Morawki. Granica: wschodnia, północna i zachodnia są bardzo wyraźne, biegną głębokimi dolinami Białej Lądeckiej i jej dopływu Morawki. Na południowym zachodzie, od Śnieżnika oddziela je głęboka Przełęcz Płoszczyna, natomiast na południowym wschodzie można ją postawić w rejonie prawie niewidocznej Przełęczy u Trzech Granic. Granica południowa pokrywa się z granicą państwową i przebiega grzbietem, co jest ewenementem w skali światowej!

## Opis geograficzny
Część północna stanowi zwarte wyniesienie ze szczytami pomiędzy 1000 a 1100 metrów (najwięcej Czernica 1083 m n.p.m.) i w stronę północną (Stary i Nowy Gierałtów) rozchodzące się w postaci dwóch słabo zaznaczonych grzbietów. Część południowa – to graniczne pasmo o dużo wyraźniej zaznaczonej linii grzbietowej i większych przewyższeniach. Tutaj też znajdują się najwyższe szczyty Gór Bialskich; ze względu na kontrowersje dotyczące przebiegu granicy między G. Bialskimi a Złotymi nie można jednoznacznie wskazać, który z okolicznych szczytów jest najwyższym szczytem Gór Bialskich – w zależności od przyjętego przebiegu tej granicy może to być Rudawiec (według różnych źródeł 1106 lub 1112 m n.p.m.), Postawna (1124 m n.p.m.) lub Smrek (1125 m n.p.m.).
Najwyższe szczyty znajdują się w części południowej – są to Postawna (1124 m n.p.m.) Rudawiec (1106 m n.p.m.), Orlik (1068 m n.p.m.), Sierstkowa (974 m n.p.m.). W części północnej najwyższe są Czernica (1083 m n.p.m.) oraz Sucha Kopa (1055 m n.p.m.). Charakterystyczne dla Gór Bialskich jest to, że utrzymują w przypadku większości szczytów wysokość powyżej 1000 m, co sprawia, że tworzą swoisty mikroklimat i wyraźnie wyodrębnioną całość krajobrazową.
Zbocza Gór Bialskich stromo opadają ku dolinom przy często spłaszczonych (część północna) szczytach. Na obszarze Gór Bialskich występuje niewiele skałek, zbudowanych z gnejsów, sporadycznie z kwarcytów, z których najbardziej znane są Trzy Siostry. Na wschodnim zboczu Płoski znajduje się rozległe blokowisko, w większości zarośnięte lasem.
Góry Bialskie stanowią, zwłaszcza w połączeniu z Masywem Śnieżnika, rozległy teren o wysokich walorach turystycznych, narciarskich i przyrodniczych (ze względu na pierwotną przyrodę i niskie zaludnienie nazywany też sudeckimi Bieszczadami).
U stóp Gór Bialskich leży niewiele miejscowości: Stronie Śląskie, Bolesławów, Nowa Morawa, Młynowiec, Stary i Nowy Gierałtów oraz Bielice.

## Geologia
Obejmują środkową część metamorfiku Lądka i Śnieżnika. Zbudowane są w większości z gnejsów, granitognejsów i łupków łyszczykowych, z niewielkimi wkładkami innych skał metamorficznych – amfibolitów, kwarcytów i kwarcytów grafitowych oraz skał magmowych – tonalitów.
Góry zbudowane ze skał kaledońskich – głównie archaicznych i – jak całe Sudety – są to góry stare pod względem ukształtowania oraz budulca. Ostatecznie zostały wypiętrzone w czasie orogenezy alpejskiej.

## Wody
Cały obszar Gór Bialskich leży w zlewni Białej Lądeckiej, prawego dopływu Nysy Kłodzkiej. Jej większe dopływy, to Morawka, Bielawka, Młynówka, które rozczłonkowują masyw na kilka części.

## Ochrona przyrody
Cały obszar Masywu Śnieżnika (z wyjątkiem Krowiarek) oraz Gór Bialskich i Złotych został objęty od 1981 r. Śnieżnickim Parkiem Krajobrazowym o powierzchni 288 km².
U stóp Rudawca (1106 m n.p.m.) znajduje się rezerwat przyrody „Puszcza Śnieżnej Białki” będący częścią naturalnej, starej puszczy jaworowej. Drugi rezerwat – „Nowa Morawa”, znajduje się na zachodnim zboczu Solca, w widłach Prawej Widełki i Lewej Widełki, które poniżej łączą się w Morawkę.
Badania nad różnorodnością mszaków Gór Bialskich prowadzili w latach 2004–2010 mgr Sylwia Wierzcholska (Uniwersytet Wrocławski) i dr Vítězslav Plášek (Uniwersytet Ostrawski).

## Turystyka
Ze względów klimatycznych oraz walorów krajobrazowych i sporej wysokości gór, jest to bez wątpienia jeden z najbardziej atrakcyjnych zakątków sudeckich pod względem turystycznym, narciarskim i przyrodniczym, jednak trasy turystyczne są wyludnione. Można spacerować po szlakach cały dzień nie spotykając żywej duszy – początkujący turyści powinni wybrać się na bardziej uczęszczane szlaki. Szlaki piesze prowadzą przez wszelkie atrakcyjne krajobrazowo miejsca – główne szczyty oraz przez rezerwat przyrody Puszcza Śnieżnej Białki. Zarówno rowerem jak i na nartach można się przemieszczać ciekawie poprowadzoną siecią dróg leśnych w bardziej dostępnej części północnej Gór Bialskich oraz w okolicach Przełęczy Płoszczyna. Od kiedy zlikwidowano linię kolejową na odcinku Kłodzko-Stronie Śląskie, dojazd w Góry Bialskie został znacznie utrudniony. Noclegi można znaleźć w miejscowościach otaczających góry. Na Przełęczy Płoszczyna znajduje się niewielkie schronisko czeskie, czynne okazjonalnie. Duże schronisko Paprsek leży na południe od Postawnej.
Ośrodki narciarskie znajdują się w Nowej Morawie, Nowym Gierałtowie i Bielicach w postaci pojedynczych wyciągów. Nie gwarantują one długich i atrakcyjnych zjazdów, ale za to są tutaj pewne warunki śniegowe. Ze względu na przestrzeń i brak infrastruktury oraz długą i śnieżną zimę, jest to świetny teren do uprawiania wędrówek narciarskich, a latem pieszych i rowerowych.

### Odznaki turystyczne
Istnieje odznaka turystyczna powiązana ze zdobywaniem najwyższych szczytów tego pasma górskiego. Odznaka Korona Gór Bialskich ustanowiona przez Klub Zdobywców Koron Górskich RP (KZKG RP) przyznawana jest za zdobycie określonych 5 szczytów tego pasma górskiego.

## Klimat
Do ewenementów klimatycznych należy mikroklimat górnej Białej Lądeckiej – od Starego Gierałtowa poprzez Bielice, aż do jej źródeł. Ponadto w partiach szczytowych – obejmującymi większość terenu Gór Bialskich ze względu na specyficzne ukształtowanie terenu – utrzymuje się surowy klimat wysokogórski. Śnieg zalega do późnej wiosny – często aż do maja, przy często bardzo obfitych jego opadach w tej porze roku. W okresie wyżu występuje częste zjawisko inwersji temperatur nocnych.